# Lomsjön (Arnäs socken, Ångermanland)
Lomsjön är en sjö i Örnsköldsviks kommun i Ångermanland och ingår i Gideälven-Idbyåns kustområde.